# 木南隆彦
木南 隆彦（きなみ たかひこ、1938年1月8日 - 2021年1月3日）は、日本の経営者。安田信託銀行社長を務めた。兵庫県出身。

## 経歴
1961年に東京大学法学部を卒業し、同年に安田信託銀行に入行。1988年6月に取締役に就任し、1991年5月に常務、1994年5月に専務、1995年5月に副社長を経て、1998年4月には社長に就任。2000年4月に会長に就任し、同年10月に取締役相談役を経て、2001年6月から相談役を務めた。
2013年1月31日に誤嚥性肺炎のために死去。82歳没。